# TELE Greenland

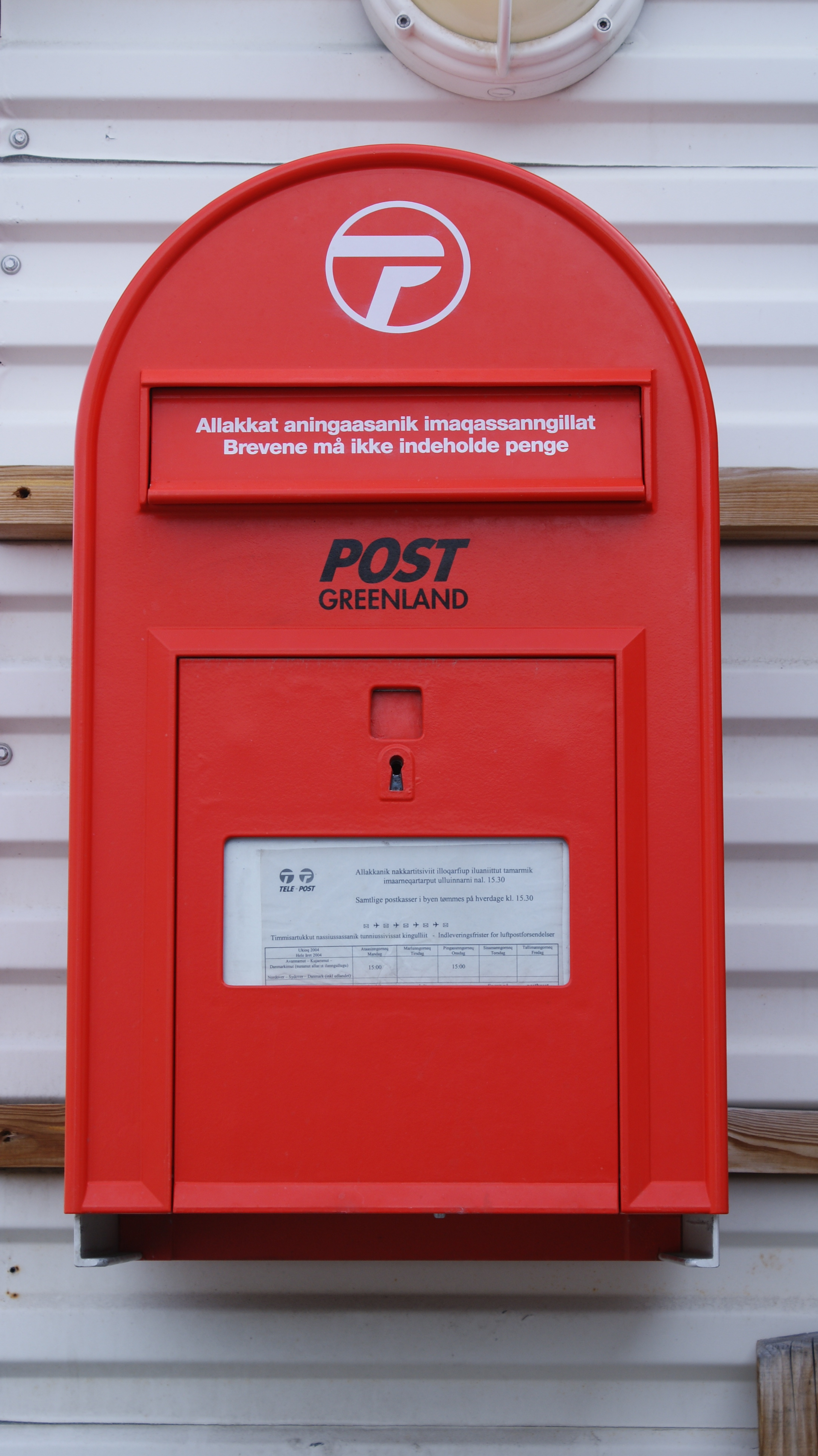
Uma caixa postal de Post Greenland na entrada do Heliporto de Uummannaq.

A TELE Greenland A/S Group é a principal operadora de telecomunicações e correio da Groenlândia. Sua sede está em Nuuk. Está dividido em três unidades de negócio:
- TELE executa atividades de telecomunicações de acordo com uma concessão concedida pela Naalakkersuisut.
- A POST gera o serviço postal da Groenlândia nos termos da regulamentação parlamentar relativa aos serviços postais.
- The Coastal Radio Service lida com segurança marítima e comunicações de emergência, juntamente com comunicações comerciais para o transporte marítimo.

TELE-POST é o nome coletivo das três unidades de negócios.
Tem uma filial. A TELE Greenland International A/S presta serviços de telecomunicações, incluindo serviços da VSAT, manutenção de equipamentos para clientes e tele-alojamento, bem como operações da Greenland Connect. Suas atividades são baseadas em Nuuk, Groenlândia e entre outros locais, tem centros em Copenhague Teleport em Dinamarca, Milton em Canadá e Landarjarsandur em Islândia. A partir daí, a TELE opera e gerencia todo o tráfego da Groenlândia. Top Level Domain para a Groenlândia .gl gerenciamento eletrônico de documentos e soluções de comunicações.
A TELE Greenland A/S foi criada em 1997, pela fusão da TELE Gronelândia e da Kalaallit Allakkeriviat (Greenland Postal Service). Após a fusão, Kalaallit Allakkeriviat transformou-se uma unidade de negócio e foi rebatizado como POST Greenland. A designação comum "TELE-POST" para ambos os negócios entrou em vigor.